# Mistrzostwa Portugalii w piłce nożnej mężczyzn
Mistrzostwa Portugalii w piłce nożnej (port. Campeonato de Portugal do futebol) – rozgrywki piłkarskie, prowadzone cyklicznie – corocznie lub co sezonowo (na przełomie dwóch lat kalendarzowych) – mające na celu wyłonienie najlepszej męskiej drużyny w Portugalii.

## Historia
Mistrzostwa Portugalii w piłce nożnej rozgrywane są od 1934 roku. Obecnie rozgrywki odbywają się w wielopoziomowych ligach: Primeira Liga, LigaPro, Segunda Divisão oraz niższych klasach regionalnych.
3 listopada 1887 roku w Coimbra powstał pierwszy portugalski klub piłkarski Académica Coimbra. Od 1906 rozgrywane regionalne mistrzostwa Lizbony, a w 1911 startował Campeonato Portalegre, później w innych regionach.
Po założeniu portugalskiej federacji piłkarskiej – FPF w 1914 roku, rozpoczął się proces zorganizowania pierwszych oficjalnych Mistrzostw Portugalii. W sezonie 1934/35 startowała pierwsza edycja rozgrywek o mistrzostwo kraju zwanych Primeira Liga Experimental, w których 8 drużyn walczyło systemem ligowym o tytuł mistrza kraju. W 1938 liga zmieniła nazwę na Campeonato Nacional da Primeira Divisão.
W 1978 utworzono zawodową ligę piłkarską w Portugalii (LPFP – Liga Portuguesa de Futebol Profissional). Rozgrywki zawodowej Primera División zainaugurowano w sezonie 1978/79. W 1999/2000 liga przyjęła obecną nazwę Primeira Liga.

## Mistrzowie i pozostali medaliści
| Sezon                                   | K | K | T  | Mistrz           | Wicemistrz        | III miejsce          | Br. | Król strzelców                                           | Uwagi     |
| Campeonato da Liga da Primeira Divisão  |   |   |    |                  |                   |                      |     |                                                          |           |
| 1934/35                                 |   |   | 1  | FC Porto         | Sporting CP       | –                    | 14  | Manuel Soeiro (Sporting CP)                              | 8 klubów  |
| 1935/36                                 |   |   | 1  | SL Benfica       | FC Porto          | –                    | 21  | Pinga (FC Porto)                                         | 8 klubów  |
| 1936/37                                 |   |   | 2  | SL Benfica       | CF Os Belenenses  | –                    | 24  | Manuel Soeiro (Sporting CP)                              | 8 klubów  |
| 1937/38                                 |   |   | 3  | SL Benfica       | FC Porto          | –                    | 34  | Fernando Peyroteo (Sporting CP)                          | 8 klubów  |
| Campeonato Nacional da Primeira Divisão |   |   |    |                  |                   |                      |     |                                                          |           |
| 1938/39                                 |   |   | 2  | FC Porto         | Sporting CP       | SL Benfica           | 18  | Costuras (FC Porto)                                      | 8 klubów  |
| 1939/40                                 |   |   | 3  | FC Porto         | Sporting CP       | CF Os Belenenses     | 29  | F. Peyroteo (Sporting CP), S. Kodrnja (FC Porto)         | 10 klubów |
| 1940/41                                 |   |   | 1  | Sporting CP      | FC Porto          | CF Os Belenenses     | 29  | Fernando Peyroteo (Sporting CP)                          | 8 klubów  |
| 1941/42                                 |   |   | 4  | SL Benfica       | Sporting CP       | CF Os Belenenses     | 36  | Correia Dias (FC Porto)                                  | 12 klubów |
| 1942/43                                 |   |   | 5  | SL Benfica       | Sporting CP       | CF Os Belenenses     | 24  | Julinho (SL Benfica)                                     | 10 klubów |
| 1943/44                                 |   |   | 2  | Sporting CP      | SL Benfica        | Atlético CP          | 28  | Francisco Rodrigues (Vitória Setúbal)                    | 10 klubów |
| 1944/45                                 |   |   | 6  | SL Benfica       | Sporting CP       | CF Os Belenenses     | 21  | Francisco Rodrigues (Vitória Setúbal)                    | 10 klubów |
| 1945/46                                 |   |   | 1  | CF Os Belenenses | SL Benfica        | Sporting CP          | 37  | Fernando Peyroteo (Sporting CP)                          | 12 klubów |
| 1946/47                                 |   |   | 3  | Sporting CP      | SL Benfica        | FC Porto             | 43  | Fernando Peyroteo (Sporting CP)                          | 14 klubów |
| 1947/48                                 |   |   | 4  | Sporting CP      | SL Benfica        | CF Os Belenenses     | 36  | António Araújo (FC Porto)                                | 14 klubów |
| 1948/49                                 |   |   | 5  | Sporting CP      | SL Benfica        | CF Os Belenenses     | 40  | Fernando Peyroteo (Sporting CP)                          | 14 klubów |
| 1949/50                                 |   |   | 7  | SL Benfica       | Sporting CP       | Atlético CP          | 29  | Julinho (SL Benfica)                                     | 14 klubów |
| 1950/51                                 |   |   | 6  | Sporting CP      | FC Porto          | SL Benfica           | 29  | Manuel Vasques (Sporting CP)                             | 14 klubów |
| 1951/52                                 |   |   | 7  | Sporting CP      | SL Benfica        | FC Porto             | 28  | José Águas (SL Benfica)                                  | 14 klubów |
| 1952/53                                 |   |   | 8  | Sporting CP      | SL Benfica        | CF Os Belenenses     | 29  | Matateu (CF Os Belenenses)                               | 14 klubów |
| 1953/54                                 |   |   | 9  | Sporting CP      | FC Porto          | SL Benfica           | 31  | João Martins (Sporting CP)                               | 14 klubów |
| 1954/55                                 |   |   | 8  | SL Benfica       | CF Os Belenenses  | Sporting CP          | 32  | Matateu (CF Os Belenenses)                               | 14 klubów |
| 1955/56                                 |   |   | 4  | FC Porto         | SL Benfica        | CF Os Belenenses     | 28  | José Águas (SL Benfica)                                  | 14 klubów |
| 1956/57                                 |   |   | 9  | SL Benfica       | FC Porto          | CF Os Belenenses     | 30  | José Águas (SL Benfica)                                  | 14 klubów |
| 1957/58                                 |   |   | 10 | Sporting CP      | FC Porto          | SL Benfica           | 23  | Arsénio Duarte (CUF Barreiro)                            | 14 klubów |
| 1958/59                                 |   |   | 5  | FC Porto         | SL Benfica        | CF Os Belenenses     | 26  | José Águas (SL Benfica)                                  | 14 klubów |
| 1959/60                                 |   |   | 10 | SL Benfica       | Sporting CP       | CF Os Belenenses     | 25  | Edmur Ribeiro (Vitória SC)                               | 14 klubów |
| 1960/61                                 |   |   | 11 | SL Benfica       | Sporting CP       | FC Porto             | 27  | José Águas (SL Benfica)                                  | 14 klubów |
| 1961/62                                 |   |   | 11 | Sporting CP      | FC Porto          | SL Benfica           | 23  | Veríssimo (FC Porto)                                     | 14 klubów |
| 1962/63                                 |   |   | 12 | SL Benfica       | FC Porto          | Sporting CP          | 26  | José Augusto Torres (SL Benfica)                         | 14 klubów |
| 1963/64                                 |   |   | 13 | SL Benfica       | FC Porto          | Sporting CP          | 28  | Eusébio (SL Benfica)                                     | 14 klubów |
| 1964/65                                 |   |   | 14 | SL Benfica       | FC Porto          | CUF Barreiro         | 28  | Eusébio (SL Benfica)                                     | 14 klubów |
| 1965/66                                 |   |   | 12 | Sporting CP      | SL Benfica        | FC Porto             | 25  | Eusébio (SL Benfica), E. Figueiredo (Sporting CP)        | 14 klubów |
| 1966/67                                 |   |   | 15 | SL Benfica       | Académica Coimbra | FC Porto             | 31  | Eusébio (SL Benfica)                                     | 14 klubów |
| 1967/68                                 |   |   | 15 | SL Benfica       | Sporting CP       | FC Porto             | 43  | Eusébio (SL Benfica)                                     | 14 klubów |
| 1968/69                                 |   |   | 17 | SL Benfica       | FC Porto          | Vitória SC           | 19  | Manuel António (Académica Coimbra)                       | 14 klubów |
| 1969/70                                 |   |   | 13 | Sporting CP      | SL Benfica        | Vitória Setúbal      | 20  | Eusébio (SL Benfica)                                     | 14 klubów |
| 1970/71                                 |   |   | 18 | SL Benfica       | Sporting CP       | FC Porto             | 23  | Artur Jorge (SL Benfica)                                 | 14 klubów |
| 1971/72                                 |   |   | 19 | SL Benfica       | Vitória Setúbal   | Sporting CP          | 27  | Artur Jorge (SL Benfica)                                 | 16 klubów |
| 1972/73                                 |   |   | 20 | SL Benfica       | CF Os Belenenses  | Vitória Setúbal      | 40  | Eusébio (SL Benfica)                                     | 16 klubów |
| 1973/74                                 |   |   | 14 | Sporting CP      | SL Benfica        | Vitória Setúbal      | 46  | Héctor Yazalde (Sporting CP)                             | 16 klubów |
| 1974/75                                 |   |   | 21 | SL Benfica       | FC Porto          | Sporting CP          | 30  | Héctor Yazalde (Sporting CP)                             | 16 klubów |
| 1975/76                                 |   |   | 22 | SL Benfica       | Boavista FC       | CF Os Belenenses     | 30  | Rui Jordão (SL Benfica)                                  | 16 klubów |
| 1976/77                                 |   |   | 23 | SL Benfica       | Sporting CP       | FC Porto             | 26  | Fernando Gomes (FC Porto)                                | 16 klubów |
| 1977/78                                 |   |   | 6  | FC Porto         | SL Benfica        | Sporting CP          | 25  | Fernando Gomes (FC Porto)                                | 16 klubów |
| 1978/79                                 |   |   | 7  | FC Porto         | SL Benfica        | Sporting CP          | 27  | Fernando Gomes (FC Porto)                                | 16 klubów |
| 1979/80                                 |   |   | 15 | Sporting CP      | FC Porto          | SL Benfica           | 31  | Rui Jordão (Sporting CP)                                 | 16 klubów |
| 1980/81                                 |   |   | 24 | SL Benfica       | FC Porto          | Sporting CP          | 20  | Nené (SL Benfica)                                        | 16 klubów |
| 1981/82                                 |   |   | 16 | Sporting CP      | SL Benfica        | FC Porto             | 27  | Jacques Pereira (FC Porto)                               | 16 klubów |
| 1982/83                                 |   |   | 25 | SL Benfica       | FC Porto          | Sporting CP          | 36  | Fernando Gomes (FC Porto)                                | 16 klubów |
| 1983/84                                 |   |   | 26 | SL Benfica       | FC Porto          | Sporting CP          | 21  | Fernando Gomes (FC Porto), Nené (SL Benfica)             | 16 klubów |
| 1984/85                                 |   |   | 8  | FC Porto         | Sporting CP       | SL Benfica           | 39  | Fernando Gomes (FC Porto)                                | 16 klubów |
| 1985/86                                 |   |   | 9  | FC Porto         | SL Benfica        | Sporting CP          | 30  | Manuel Fernandes (Sporting CP)                           | 16 klubów |
| 1986/87                                 |   |   | 27 | SL Benfica       | FC Porto          | Vitória SC           | 22  | Paulinho Cascavel (Vitória SC)                           | 16 klubów |
| 1987/88                                 |   |   | 10 | FC Porto         | SL Benfica        | CF Os Belenenses     | 23  | Paulinho Cascavel (Sporting CP)                          | 20 klubów |
| 1988/89                                 |   |   | 28 | SL Benfica       | FC Porto          | Boavista FC          | 16  | Vata (SL Benfica)                                        | 20 klubów |
| 1989/90                                 |   |   | 11 | FC Porto         | SL Benfica        | Sporting CP          | 33  | Mats Magnusson (SL Benfica)                              | 18 klubów |
| 1990/91                                 |   |   | 29 | SL Benfica       | FC Porto          | Sporting CP          | 25  | Rui Águas (SL Benfica)                                   | 20 klubów |
| 1991/92                                 |   |   | 12 | FC Porto         | SL Benfica        | Boavista FC          | 30  | Ricky (Boavista FC)                                      | 18 klubów |
| 1992/93                                 |   |   | 13 | FC Porto         | SL Benfica        | Sporting CP          | 18  | Jorge Cadete (Sporting CP)                               | 18 klubów |
| 1993/94                                 |   |   | 30 | SL Benfica       | FC Porto          | Sporting CP          | 21  | Rashidi Yekini (Vitória Setúbal)                         | 18 klubów |
| 1994/95                                 |   |   | 14 | FC Porto         | Sporting CP       | SL Benfica           | 21  | Hassan Nader (SC Farense)                                | 18 klubów |
| 1995/96                                 |   |   | 15 | FC Porto         | SL Benfica        | Sporting CP          | 25  | Domingos (FC Porto)                                      | 18 klubów |
| 1996/97                                 |   |   | 16 | FC Porto         | Sporting CP       | SL Benfica           | 30  | Mário Jardel (FC Porto)                                  | 18 klubów |
| 1997/98                                 |   |   | 17 | FC Porto         | SL Benfica        | Vitória SC           | 26  | Mário Jardel (FC Porto)                                  | 18 klubów |
| 1998/99                                 |   |   | 18 | FC Porto         | Boavista FC       | SL Benfica           | 36  | Mário Jardel (FC Porto)                                  | 18 klubów |
| Primeira Liga                           |   |   |    |                  |                   |                      |     |                                                          |           |
| 1999/00                                 |   |   | 17 | Sporting CP      | FC Porto          | SL Benfica           | 37  | Mário Jardel (FC Porto)                                  | 18 klubów |
| 2000/01                                 |   |   | 1  | Boavista FC      | FC Porto          | Sporting CP          | 22  | Pena (FC Porto)                                          | 18 klubów |
| 2001/02                                 |   |   | 18 | Sporting CP      | Boavista FC       | FC Porto             | 42  | Mário Jardel (Sporting CP)                               | 18 klubów |
| 2002/03                                 |   |   | 19 | FC Porto         | SL Benfica        | Sporting CP          | 18  | Simão Sabrosa (SL Benfica), Fary Faye (Beira-Mar Aveiro) | 18 klubów |
| 2003/04                                 |   |   | 20 | FC Porto         | SL Benfica        | Sporting CP          | 20  | Benni McCarthy (FC Porto)                                | 18 klubów |
| 2004/05                                 |   |   | 31 | SL Benfica       | FC Porto          | Sporting CP          | 25  | Liédson (Sporting CP)                                    | 18 klubów |
| 2005/06                                 |   |   | 21 | FC Porto         | Sporting CP       | SL Benfica           | 17  | Albert Meyong (CF Os Belenenses)                         | 18 klubów |
| 2006/07                                 |   |   | 22 | FC Porto         | Sporting CP       | SL Benfica           | 15  | Liédson (Sporting CP)                                    | 16 klubów |
| 2007/08                                 |   |   | 23 | FC Porto         | Sporting CP       | Vitória SC           | 24  | Lisandro López (FC Porto)                                | 16 klubów |
| 2008/09                                 |   |   | 24 | FC Porto         | Sporting CP       | SL Benfica           | 20  | Nenê (Nacional Madera)                                   | 16 klubów |
| 2009/10                                 |   |   | 32 | SL Benfica       | SC Braga          | FC Porto             | 26  | Óscar Cardozo (SL Benfica)                               | 16 klubów |
| 2010/11                                 |   |   | 25 | FC Porto         | SL Benfica        | Sporting CP          | 23  | Hulk (FC Porto)                                          | 16 klubów |
| 2011/12                                 |   |   | 26 | FC Porto         | SL Benfica        | SC Braga             | 20  | Óscar Cardozo (SL Benfica), Lima (SC Braga)              | 16 klubów |
| 2012/13                                 |   |   | 27 | FC Porto         | SL Benfica        | FC Paços de Ferreira | 26  | Jackson Martínez (FC Porto)                              | 16 klubów |
| 2013/14                                 |   |   | 33 | SL Benfica       | Sporting CP       | FC Porto             | 20  | Jackson Martínez (FC Porto)                              | 16 klubów |
| 2014/15                                 |   |   | 34 | SL Benfica       | FC Porto          | Sporting CP          | 21  | Jackson Martínez (FC Porto)                              | 18 klubów |
| 2015/16                                 |   |   | 35 | SL Benfica       | Sporting CP       | FC Porto             | 32  | Jonas (SL Benfica)                                       | 18 klubów |
| 2016/17                                 |   |   | 36 | SL Benfica       | FC Porto          | Sporting CP          | 34  | Bas Dost (Sporting CP)                                   | 18 klubów |
| 2017/18                                 |   |   | 28 | FC Porto         | SL Benfica        | Sporting CP          | 34  | Jonas (SL Benfica)                                       | 18 klubów |
| 2018/19                                 |   |   | 37 | SL Benfica       | FC Porto          | Sporting CP          | 23  | Haris Seferović (SL Benfica)                             | 18 klubów |
| 2019/20                                 |   |   | 29 | FC Porto         | SL Benfica        | SC Braga             | 19  | Carlos Vinícius (SL Benfica)                             | 18 klubów |
| 2020/21                                 |   |   | 19 | Sporting CP      | FC Porto          | SL Benfica           | 23  | Pedro Gonçalves (Sporting CP)                            | 18 klubów |
| 2021/22                                 |   |   | 30 | FC Porto         | Sporting CP       | SL Benfica           | 26  | Darwin Núñez (SL Benfica)                                | 18 klubów |
| 2022/23                                 |   |   | 38 | SL Benfica       | FC Porto          | SC Braga             | 22  | Mehdi Taremi (FC Porto)                                  | 18 klubów |
| 2023/24                                 |   |   | 20 | Sporting CP      | SL Benfica        | FC Porto             | 29  | Viktor Gyökeres (Sporting CP)                            | 18 klubów |
| 2024/25                                 |   |   | 21 | Sporting CP      | SL Benfica        | FC Porto             |     |                                                          | 18 klubów |

## Statystyka

### Klasyfikacja według klubów
W dotychczasowej historii Mistrzostw Portugalii na podium oficjalnie stawało w sumie 12 drużyn. Liderem klasyfikacji jest SL Benfica, która zdobyła 38 tytułów mistrzowskich.
Stan po sezonie 2024/2025.
| Lp. | Klub                 | Miejsca na podium | Miejsca na podium | Miejsca na podium | Zwycięskie sezony |    |    | |
| --- | -------------------- | ----------------- | ----------------- | ----------------- | --- | -- | -- | --- |
| Lp. | Klub                 | 1.                | SL Benfica        | 38                | Zwycięskie sezony | 31 | 16 | 1935/36, 1936/37, 1937/38, 1941/42, 1942/43, 1944/45, 1949/50, 1954/55, 1956/57, 1959/60, 1960/61, 1962/63, 1963/64, 1964/65, 1966/67, 1967/68, 1968/69, 1970/71, 1971/72, 1972/73, 1974/75, 1975/76, 1976/77, 1980/81, 1982/83, 1983/84, 1986/87, 1988/89, 1990/91, 1993/94, 2004/05, 2009/10, 2013/14, 2014/15, 2015/16, 2016/17, 2018/19, 2022/23 |
| 2.  | FC Porto             | 30                | 29                | 15                | 1934/35, 1938/39, 1939/40, 1955/56, 1958/59, 1977/78, 1978/79, 1984/85, 1985/86, 1987/88, 1989/90, 1991/92, 1992/93, 1994/95, 1995/96, 1996/97, 1997/98, 1998/99, 2002/03, 2003/04, 2005/06, 2006/07, 2007/08, 2008/09, 2010/11, 2011/12, 2012/13, 2017/18, 2019/20, 2021/22 |    |    | |
| 3.  | Sporting CP          | 21                | 22                | 26                | 1940/41, 1943/44, 1946/47, 1947/48, 1948/49, 1950/51, 1951/52, 1952/53, 1953/54, 1957/58, 1961/62, 1965/66, 1969/70, 1973/74, 1979/80, 1981/82, 1999/00, 2001/02, 2020/21, 2023/24, 2024/25                                                                                  |    |    | |
| 4.  | CF Os Belenenses     | 1                 | 3                 | 14                | 1945/46 |    |    | |
| 5.  | Boavista FC          | 1                 | 3                 | 2                 | 2000/01 |    |    | |
| 6.  | Vitória Setúbal      | 0                 | 1                 | 3                 | |    |    | |
| 7.  | SC Braga             | 0                 | 1                 | 3                 | |    |    | |
| 8.  | Académica Coimbra    | 0                 | 1                 | 0                 | |    |    | |
| 9.  | Vitória SC           | 0                 | 0                 | 4                 | |    |    | |
| 10. | Atlético Lizbona     | 0                 | 0                 | 2                 | |    |    | |
| 11. | CUF Barreiro         | 0                 | 0                 | 1                 | |    |    | |
| 11. | FC Paços de Ferreira | 0                 | 0                 | 1                 | |    |    | |

### Klasyfikacja według miast
Siedziby klubów: stan po sezonie 2024/25.
| Miasto  | Liczba tytułów | Kluby                                                   |
| ------- | -------------- | ------------------------------------------------------- |
| Lizbona | 60             | SL Benfica (38), Sporting CP (21), CF Os Belenenses (1) |
| Porto   | 31             | FC Porto (30), Boavista FC (1)                          |

## Uczestnicy
Jest 70 zespołów, które wzięli udział w 92 sezonach Mistrzostw Portugalii, które były prowadzone od 1934/35 aż do sezonu 2025/26 łącznie. Jedynie SL Benfica, FC Porto i Sporting CP były zawsze obecne w każdej edycji.
Pogrubione zespoły biorące udział w sezonie 2025/26.
- 92 razy: SL Benfica, FC Porto, Sporting CP
- 81 razy: Vitória SC
- 77 razy: CF Os Belenenses
- 72 razy: Vitória Setúbal
- 70 razy: SC Braga
- 64 razy: Académica Coimbra
- 62 razy: Boavista FC
- 43 razy: CS Marítimo
- 31 razy: GD Estoril Praia
- 30 razy: Rio Ave FC
- 26 razy: SC Beira-Mar, Gil Vicente FC
- 25 razy: Leixões SC, SC Farense
- 24 razy: Atlético CP, SC Salgueiros, FC Paços de Ferreira, CD Nacional
- 23 razy: CUF Barreiro
- 22 razy: FC Barreirense
- 21 razy: Varzim SC, Portimonense SC
- 20 razy: SC Olhanense
- 19 razy: Estrela Amadora
- 18 razy: União Leiria, GD Chaves
- 17 razy: Lusitano GC
- 15 razy: Sporting Covilhã, Moreirense FC
- 13 razy: FC Penafiel, FC Famalicão
- 11 razy: SC Espinho
- 10 razy: CD Santa Clara
- 8 razy: FC Tirsense, FC Arouca, CD Tondela
- 7 razy: O Elvas CAD, Oriental Lizbona, União Madeira, CD Feirense
- 6 razy: Naval 1º Maio, SCU Torreense, União Tomar, CD Aves, FC Alverca
- 5 razy: Académico FC, Carcavelinhos FC, Casa Pia AC
- 4 razy: Académico de Viseu, Caldas SC, SC Campomaiorense, Leça FC, AD Sanjoanense, B-SAD, FC Vizela
- 3 razy: Amora FC, CD Montijo, CF Os Unidos
- 2 razy: Seixal FC, AVS Futebol SAD
- 1 raz: RD Águeda, GC Alcobaça, AD Fafe, FC Felgueiras, UD Oliveirense, GD Riopele, CD Trofense, União Coimbra, União Football Lisboa.